# Nosodendron niasense
Nosodendron niasense är en skalbaggsart som beskrevs av Jiri Háva 2005. Nosodendron niasense ingår i släktet Nosodendron och familjen almsavbaggar. Inga underarter finns listade i Catalogue of Life.